# Stenohya
Genre
Synonymes
- Levigatocreagris Ćurčić, 1983

Stenohya est un genre de pseudoscorpions de la famille des Neobisiidae.

## Distribution
Les espèces de ce genre se rencontrent en Asie.

## Liste des espèces
Selon Pseudoscorpions of the World (version 3.0) :
- Stenohya caelata (Callaini, 1990)
- Stenohya curvata Zhao, Zhang & Jia, 2011
- Stenohya gruberi (Ćurčić, 1983)
- Stenohya hamata (Leclerc & Mahnert, 1988)
- Stenohya heros (Beier, 1943)
- Stenohya kashmirensis (Schawaller, 1988)
- Stenohya lindbergi (Beier, 1959)
- Stenohya mahnerti Schawaller, 1994
- Stenohya martensi (Schawaller, 1987)
- Stenohya vietnamensis Beier, 1967
- Stenohya xiningensis Zhao, Zhang & Jia, 2011

et décrites depuis :
- Stenohya arcuata Guo, Zang & Zhang, 2019
- Stenohya bicornuta Guo, Zang & Zhang, 2019
- Stenohya bomica Zhao & Zhang, 2011
- Stenohya dongtianensis Li & Shi, 2023
- Stenohya gibba Zhao, Guo & Zhang, 2024
- Stenohya guangmingensis Zhao, Guo & Zhang, 2024
- Stenohya hainanensis Guo & Zhang, 2016
- Stenohya huangi Hu & Zhang, 2012
- Stenohya jiahensis Li & Shi, 2023
- Stenohya meiacantha Yang & Zhang, 2013
- Stenohya papillata Zhao, Guo & Zhang, 2024
- Stenohya pengae Hu & Zhang, 2012
- Stenohya setulosa Guo & Zhang, 2016
- Stenohya spinata Zhan, Feng, Guo & Zhang, 2023
- Stenohya tengchongensis Yang & Zhang, 2013

Stenohya chinacavernicola a été placée dans le genre Bisetocreagris par Mahnert et Li en 2016.

## Systématique et taxinomie
Ce genre a été décrit par Beier en 1967. Il est placé dans les Neobisiidae par Harvey en 1991.
Levigatocreagris a été placé en synonymie par Harvey en 1991.

## Publication originale
- Beier, 1967 : « Pseudoscorpione von Kontinentalen Sudost-Asien. » Pacific Insects, vol. 9, no 2, p. 341-369 (texte intégral).